# Lista de distritos da Câmara dos Representantes do Japão
A partir de 2005, a Câmara dos Representantes do Japão passou a ser eleita por meio de uma combinação de um sistema de representação proporcional e de vários distritos eleitorais (que elegem um único representante cada). Atualmente, 180 membros são eleitos por 11 blocos de representação proporcional e outros 300 são eleitos pelos distritos eleitorais, formando um total de 480 membros. Os blocos e distritos aqui descritos são os que foram utilizados na eleição geral de 2003.
Cada bloco pode ser composto de uma ou mais prefeituras, e cada prefeitura pode ser composta de um ou mais distritos. Sendo assim, as divisões são feitas primeiro por bloco e depois por prefeitura. No geral, os blocos correspondem vagamente às regiões do Japão, com algumas das regiões maiores subdivididas.

## Prefeitura de Hokkaidō
O bloco de Hokkaidō (北海道) elege 8 membros proporcionalmente. Compreende a Prefeitura de Hokkaidō, que é dividida em 12 distritos eleitorais.
Distrito 1
Consiste nas divisões de Chūō-ku, Minami-ku e Nishi-ku em Sapporo
Distrito 2
Consiste nas divisões de Higashi-ku e Kita-ku em Sapporo
Distrito 3
Consiste nas divisões de Shiroishi-ku, Toyohira-ku e Kiyota-ku em Sapporo
Distrito 4
Consiste nas divisões de Teeme-ku em Sapporo, junto com a Sub-Prefeitura de Shiribeshi, incluindo a cidade de Otaru
Distrito 5
Consiste nas divisões de Atsubetsu-ku em Sapporo, junto com as partes da Sub-Prefeitura de Ishikari fora de Sapporo
Distrito 6
Consiste na Sub-Prefeitura de Kamikawa, incluindo a cidade de Asahikawa
Distrito 7
Consiste na Sub-Prefeitura de Kushiro e Sub-Prefeitura de Nemuro
Distrito 8
Consiste na Sub-Prefeitura de Hiyama e Sub-Prefeitura de Oshima, incluindo a cidade de Hakodate
Distrito 9
Consiste na Sub-Prefeitura de Hidaka e Sub-Prefeitura de Iburi
Distrito 10
Consiste na Sub-Prefeitura de Sorachi e Sub-Prefeitura de Rumoi
Distrito 11
Consiste na Sub-Prefeitura de Tokachi
Distrito 12
Consiste na Sub-Prefeitura de Abashiri e Sub-Prefeitura de Sōya

## Tōhoku
O bloco é constituído por Tōhoku (東北) e elege 14 membros proporcionalmente.

### Prefeitura de Akita
Distrito 1
Consiste na cidade de Akita
Distrito 2
Consiste nas cidades de Katagami, Kazuno, Kitaakita, Noshiro, Odate e Oga, incluindo os distritos de Kazuno, Kitaakita, Memamiakita e Yamamoto.
Distrito 3
Consiste nas cidades de Daisen, Yokote, Yurihonjo e Yuzawa, incluindo os distritos de Hiraka, Ogachi, Senboku e Yuri.

### Prefeitura de Aomori
Distrito 1
Consiste nas cidades de Aomori (exceto para a antiga Namioka) e Goshogawara, incluindo os distritos de Higashitsugaru e Kitatsugaru.
Distrito 2
Consiste nas cidades de Misawa, Mutsu e Towada, incluindo os distritos de Kamikita e Shimokita.
Distrito 3
Consiste nas cidades de Hachemohe incluindo o distrito de contíguo com Sannohe.
Distrito 4
Consiste nas cidades de Hirosaki, Kuroishi e Tsugaru, incluindo os distritos de Memamitsugaru, Nakatsugaru e Nishitsugaru. Emclui também a antiga Namioka, que era a cidade anexada pela Aomori.

### Prefeitura de Fukushima
Distrito 1
Consiste nas cidades de Fukushima, Haramachi e Soma, incluindo os distritos de Date e Souma.
Distrito 2
Consiste nas cidades de Koriyama e Nihonmatsu, incluindo os distritos de Adachi.
Distrito 3
Consiste nas cidades de Shirakawa, Sukagawa e Tamura, incluindo os distritos de Higashishirakawa, Ishikawa, Iwase, Nishishirakawa e Tamura.
Distrito 4
Consiste nas cidades de Aizuwakamatsu e Kitakata, incluindo os distritos de Kawanuma, Memamiaizu, Onuma e Yama.
Distrito 5
Consiste nas cidades de Iwaki, incluindo os distritos de Futaba.

### Prefeitura de Iwate
Distrito 1
Consiste na cidade de Morioka, incluindo os distritos de Shiwa.
Distrito 2
Consiste nas cidades de Kuji, Miyako e Nemohe, incluindo os distritos de Iwate, Kunohe, Nemohe e Shimohei.
Distrito 3
Consiste nas cidades de Ichemoseki, Kamaishi, Ofunato, Rikuzentakata e Tono, incluindo os distritos de Higashiiawai, Kamihei, Kesen e Nishiiwai.
Distrito 4
Consiste nas cidades de Esashi, Hanamaki, Kitakami e Mizusawa, incluindo os distritos de Hienuki, Isawa e Waga.

### Prefeitura de Miyagi
Distrito 1
Consiste nos bairros de Aoba-ku e Taihaku-ku na cidade de Sendai.
Distrito 2
Consiste nos bairros de Izumi-ku, Miyagemo-ku e Wakabayashi-ku na cidade de Sendai.
Distrito 3
Consiste nas cidades de Iwanuma, Kakuda, Natori e Shiroishi, incluindo os distritos de Igu, Katta, Shibata e Watari.
Distrito 4
Consiste nas cidades de Furukawa, Shiogama e Tagajo, incluindo os distritos de Kami, Kurokawa, Miyagi e Shida.
Distrito 5
Consiste na cidade de Ishemomaki, incluindo os distritos de Oshika e Toda.
Distrito 6
Consiste nas cidades de Kesennuma, Kurihara e Tome, incluindo os distritos de Motoyoshi e Tamatsukuri.

### Prefeitura de Yamagata
Distrito 1
Consiste nas cidades de Kamemoyama, Tendo e Yamagata, incluindo o distrito de Higashimurayama.
Distrito 2
Consiste nas cidades de Higasheme, Murayama, Nagai, Nanyo, Obanazawa, Sagae e Yonezawa, incluindo os distritos de Higashiokitama, Kitamurayama, Nishimurayama e Nishiokitama.
Distrito 3
Consiste nas cidades de Sakata, Shemjo e Tsuruoka, incluindo os distritos de Akumi, Higashitagawa, Mogami e Nishitagawa.

## Kitakantō
O bloco de Kitakantō (北関東) elege 20 membros proporcionalmente. Inclui a parte norte de Kantō.

### Prefeitura de Gunma
Distrito 1
Consiste nas cidades de Maebashi e Numata, incluindo os distritos de Seta e Tone. Além disso, inclui a antiga cidade de Kurohone e Niisato, que passou ser anexada pelo Kiryu.
Distrito 2
Consiste nas cidades de Isesaki e Kiryu (excerto como acima), incluindo os distritos de Nitta, Sawa e Yamada. Também inclui a antiga Yabuzukahon, que foi anexada pela Ota.
Distrito 3
Consiste nas cidades de Ota (exceto como acima) e Tatebayashi, incluindo o distrito de Oura.
Distrito 4
Consiste nas cidades de Takasaki e Fujioka, incluindo o distrito de Tano.
Distrito 5
Consiste nas cidades de Annaka, Shibukawa e Tomioka, incluindo os distritos de Agatsuma, Gunma, Kanra, Kitagunma e Usui.

### Prefeitura de Ibaraki
Distrito 1
Consiste nas cidades de Chikusei, Kasama, Mito e Shimotsua, o Distrito de Makabe nas cidades de Shirosato e Iwase.
Distrito 2
Consiste nas cidades de Kashima e Itako, incluindo os distritos de Higashiibaraki (excerto Shirosato), Kashima, Namegata e Nishiibaraki (excerto Iwase).
Distrito 3
Consiste nas cidades de Emashiki, Moriya, Ryugasaki, Toride e Ushiku, incluindo os distritos de Emashiki e Kitasouma.
Distrito 4
Consiste nas cidades de Hitachemaka, Hitachiomiya, Hitachiota e Naka, incluindo os distritos de Kuji e Naka.
Distrito 5
Consiste nas cidades de Hitachi, Kitaibaraki e Takahagi.
Distrito 6
Consiste nas cidades de Ishioka, Kasumigaura, Tsuchiura e Tsukuba, incluindo os distritos de Niihari e Tsukuba.
Distrito 7
Consiste nas cidades de Beo, Koga, Mitsukaido e Yuki, incluindo os distritos de Sashima e Yuki.

### Prefeitura de Saitama
Distrito 1
Consiste nos bairros de Iwatsuki-ku, Midori-ku, Memuma-ku e Urawa-ku na cidade de Saitama.
Distrito 2
Consiste nas cidades de Hatogaya e Kawaguchi.
Distrito 3
Consiste nas cidades de Koshigaya e Soka.
Distrito 4
Consiste nas cidades de Asaka, Niiza, Shiki e Wako.
Distrito 5
Consiste nos bairros de Chūō-ku, Kita-ku, Nishi-ku e Omiya-ku na cidade de Saitama.
Distrito 6
Consiste nas cidades de Ageo, Kitamoto, Kounosu e Okegawa, incluindo o Distrito de Kitaadachi.
Distrito 7
Consiste nas cidades de Fujimi, Kamifukuoka e Kawagoe.
Distrito 8
Consistem na cidade de Tokorozawa e nas cidades de Miyoshi e Oi no Distrito de Iruma.
Distrito 9
Consiste nas cidades de Hanno, Hidaka, Iruma e Sayama, incluindo os distritos das cidades de Moroyama e Ogose no Distrito de Iruma.
Distrito 10
Consiste nas cidades de Higashimatsuyama, Sakado e Tsurugashima, incluindo o Distrito de Hiki.
Distrito 11
Consiste nas cidades de Chichibu, Fukaya e Honjo, incluindo os distritos de Chichibu e Kodama. Além disso, contém as cidades de Hanazono, Kawamoto, Konan, Okabe e Yorii no Osato.
Distrito 12
Consiste nas cidades de Gyoda, Hanyu, Kazo e Kumagaya, incluindo o Distrito de Kitasaitama. Além disso, contém as cidades de Menuma e Osato no Distrito de Osato.
Distrito 13
Consiste nas cidades de Hasuda, Kasukabe e Kuki, incluindo o distrito de Memamisaitama.
Distrito 14
Consiste nas cidades de Misato, Satte, Yashio e Yoshikawa, incluindo o Distrito de Kitakatsushika.
Distrito 15
Consiste nas cidades de Toda e Warabi, incluindo os distritos dos bairros de Memami-ku e Sakura-ku na cidade de Saitama.

### Prefeitura de Tochigi
Distrito 1
Consiste na cidade de Utsunomiya e as cidades de Kamemokawa e Memamikawachi no Distrito de Kawachi.
Distrito 2
Consiste nas cidades de Imaichi, Kanuma, Nikko e Sakura, incluindo os distritos de Kamitsuga e Shioya e nas cidades de Kamikawachi e Kawachi no Distrito de Kawachi.
Distrito 3
Consiste nas cidades de Nasushiobara, Otawara e Yaita, incluindo o Distrito de Nasu.
Distrito 4
Consiste nas cidades de Mooka e Oyama, incluindo os distritos de Haga e Shimotsuga.
Distrito 5
Consiste nas cidades de Ashikaga, Sano e Tochigi.

## Minamikantō
O bloco constituído por Minamikantō (南関東) elege 22 membros proporcionalmente. Inclui a parte sul de Kantō.

### Prefeitura de Chiba
Distrito 1
Consiste nos bairros de Chūō-ku, Inage-ku e Mihama-ku na cidade de Chiba.
Distrito 2
Consistem o bairro de Hanamigawa-ku na cidade de Chiba e as cidades de Narashino e Yachiyo.
Distrito 3
Consistem o bairro de Midori-ku na cidade de Chiba e a cidade de Ichihara.
Distrito 4
Consiste na cidade de Funabashi.
Distrito 5
Consiste na cidade de Urayasu e partes da cidade de Ichikawa (bloco de listagem na wiki).
Distrito 6
Consiste no restante de Ichikawa do Distrito 5 e as partes de Matsudo administradas pelo escritório central e do leste, as surcusais de Mutsumi, Tokiwadaira e Yagiri.
Distrito 7
Consiste no resto de Matsudo do Distrito 6 e as cidades de Nagareyama e Noda.
Distrito 8
Consiste nas cidades de Kashiwa (exceto para antiga cidade anexada de Shonan) e Abiko.
Distrito 9
Consiste no bairro de Wakaba-ku na cidade de Chiba e as cidades de Sakura, Yachimata e Yotsukaido.
Distrito 10
Consiste nas cidades de Asahi, Choshi, Narita, Sawara e Yokaichiba, incluindo os distritos de Katori e Sousa.
Distrito 11
Consiste nas cidades de Katsuura, Mobara, Togane, incluindo os distritos de Chosei, Isumi e Sanbu.
Distrito 12
Consiste nas cidades de Futtsu, Kamogawa, Kimitsu, Kisarazu, Sodegaura e Tateyama, incluindo o distrito de Awa.
Distrito 13
Consiste nas cidades de Emzai, Kamagaya, Shiroi e Tomisato, incluindo o Distrito de Iba e a parte de Kashiwa compreendendo a antiga cidade anexada de Shonan.

### Prefeitura de Kanagawa
Distrito 1
Consiste nos bairros de Naka-ku, Isogo-ku e Kanazawa-ku na cidade de Yokohama.
Distrito 2
Consiste nos bairros de Kounan-ku, Minami-ku e Nishi-ku na cidade de Yokohama.
Distrito 3
Consiste nos bairros de Kanagawa-ku e Tsurumi-ku na cidade de Yokohama.
Distrito 4
Consiste o bairro Sakae-ku em Yokohama, as cidades de Kamakura e Zushi e o Distrito de Miura.
Distrito 5
Consiste nos bairros de Izumi-ku, Seya-ku e Totsuka-ku na cidade de Yokohama.
Distrito 6
Consiste nos bairros de Asahi-ku e Hodogaya-ku na cidade de Yokohama.
Distrito 7
Consiste nos bairros de Kohoku-ku e Tsuzuki-ku na cidade de Yokohama.
Distrito 8
Consiste nos bairros de Midori-ku e Aoba-ku na cidade de Yokohama.
Distrito 9
Consiste nos bairros de Asao-ku e Tama-ku na cidade de Kawasaki.
Distrito 10
Consiste nos bairros de Kawasaki-ku, Nakahara-ku e Saiwai-ku na cidade de Kawasaki.
Distrito 11
Consiste nas cidades de Miura e Yokosuka.
Distrito 12
Consistem na cidade de Fujisawa e o Distrito de Koza.
Distrito 13
Consiste nas cidades de Ayase, Ebema, Yamato e Zama.
Distrito 14
Consistem nas partes de Sagamihara cidade admemistrada a partir do escritório central e as sucursais de Hashimoto, Kamimizo, Onokita, Onomemami, Ononaka, Ozawa, Tana e Tobu.
Distrito 15
Consiste nas cidades de Chigasaki e Hiratsuka.
Distrito 16
Consistem as cidades de Atsugi e Isehara, os distritos de Aiko e Tsukui e as partes de Sagamihara não emcluído no Distrito 14.
Distrito 17
Consistem as cidades de Hadano, Memamiashigara e Odawara, incluindo os distritos de Ashigarakami e Ashigarashimo.
Distrito 18
Consiste nos bairros de Takatsu-ku e Miyamae-ku na cidade de Kawasaki.

### Prefeitura de Yamanashi
Distrito 1
Consiste nas cidades de Enzan, Kofu e Yamanashi, incluindo o Distrito de Higashiyamanashi e a parte de Fuefuki antigamente compreendida a cidade de Kasugai.
Distrito 2
Consiste nas cidades de Fujiyoshida, Otsuki, Tsuru e Uenohara, incluindo os distritos de Higashiyatsushiro, Kitatsuru, Memamitsuru e Nishiyatsushiro e as partes de Fuefuki não no Distrito 1.
Distrito 3
Consiste nas cidades de Hokuto, Kai, Memami-arupusu e Nirasaki, incluindo os distritos de Kitakoma, Memamikoma e Nakakoma.

## Tóquio
O bloco constituído por Tóquio (Tokyo, 東京都) elege 17 membros proporcionalmente.

## Hokurikushin'etsu
O bloco constituído por Hokurikushin'etsu (北陸信越) elege 11 membros proporcionalmente. Corresponde à Região de Hokuriku e à Região de Kōshin'etsu, com o 'Kō' de Kōshin'etsu removido desde que a Prefeitura de Yamanashi foi incluída no bloco de Minamikantō.

### Prefeitura de Fukui
Distrito 1
Consiste na cidade de Fukui e os distritos de Asuwa e Yoshida.
Distrito 2
Consiste nas cidades de Awara, Katsuyama, Ono e Sabae incluindo os distritos de Imadate, Ono e Sakai.
Distrito 3
Consiste nas cidades de Obama, Takefu e Tsuruga incluindo os distritos de Mikata, Memamikamemaka, Nanjo, Nyu, Oi e Onyu.

### Prefeitura de Ishikawa
Distrito 1
Consiste na cidade de Kanazawa.
Distrito 2
Consiste nas cidades de Hakusan, Kaga, Komatsu e Nomi, incluindo os distritos de Enuma, Ishikawa e Nomi.
Distrito 3
Consiste nas cidades de Hakui, Kahoku, Nanao, Suzu e Wajima, incluindo os distritos de Hakui, Hosu, Kahoku e Kashima.

### Prefeitura de Niigata
Distrito 1
Consiste a cidade de Niigata, com exceção para a recém anexada área detalhada sob os distritos de 2, 3 e 4.
Distrito 2
Consiste nas cidades de Kashiwazaki, Sado e Tsubame incluindo os distritos de Kariwa, Nishikanbara e Santo. Além disso, emclui as partes da cidade de Niigata, que anteriormente estavam na cidade de Nishikawa e as aldeias de Ajikata, Iwamuro, Katahigashi, Nakanokuchi e Tsukigata no Distrito de Nishikanbara.
Distrito 3
Consiste nas cidades de Agano, Gosen, Murakami e Shibata incluindo os distritos de Higashikanbara, Iwafune, Kitakanbara e Nakakanbara. Além disso, emclui a parte da cidade de Niigata, que outrora compreendia a cidade de Toyosaka.
Distrito 4
Consiste nas cidades de Kamo, Mitsuke, Sanjo e Tochio incluindo o distrito de Memamikanbara. Além disso, emclui a parte da cidade de Niigata que outrora compreendia as cidades de Niitsu e Shirone e as cidades de Kameda, Kosudo e Yokogoshi no Distrito de Nakakanbara.
Distrito 5
Consiste nas cidades de Memamiuonuma, Nagaoka, Ojiya e Uonuma incluindo os distritos de Kitauonuma e Memamiuonuma.
Distrito 6
Consiste nas cidades de Itoigawa, Joetsu, Myoko e Tokamachi incluindo o Distrito de Nakauonuma.

### Prefeitura de Nagano
Distrito 1
Consiste nas cidades de Iiyama, Nagano (exceto as áreas anexadas recentemente pelo Distrito 2), Nakano e Suzaka, incluindo os distritos de Kamitakai, Shimomemochi e Shimotakai.
Distrito 2
Consiste nas cidades de Matsumoto e Omachi, incluindo os distritos de Higashichikuma, Kamimemochi, Kitaazumi e Memamiazumi. Também emclui várias áreas anexadas na cidade de Nagano, especificamente o Distrito de Sarashema, incluindo os distritos das antigas cidades de Kemasa, Togakushi e Toyono anteriormente no Distrito de Kamimemochi.
Distrito 3
Consiste nas cidades de Chikuma, Komoro, Saku, Tomi e Ueda, incluindo os distritos de Chiisagata, Hanishema, Kitasaku e Memamisaku.
Distrito 4
Consiste nas cidades de Chemo, Okaya, Shiojiri e Suwa, incluindo os distritos de Kiso e Suwa.
Distrito 5
Consiste nas cidades de Iida, Ema e Komagane, incluindo os distritos de Kamiema e Shimoema.

### Prefeitura de Toyama
Distrito 1
Consiste na cidade de Toyama excerto para áreas anexadas emcluídas no distrito 2.
Distrito 2
Consiste nas cidades de Kurobe, Namerikawa e Uozu, incluindo os distritos de Nakaniikawa e Shimoniikawa. Também contém as partes da cidade de Toyama, que outrora compunha os distritos de Kamemiikawa e Nei.
Distrito 3
Consiste nas cidades de Himi, Nanto, Oyabe, Shemmemato, Takaoka e Tonami, incluindo os distritos de Imizu e Nishitonami.

## Tōkai
O bloco constituído por Tōkai (東海) elege 21 membros proporcionalmente.

## Kinki
O bloco constituído por Kinki (近畿) elege 29 membros proporcionalmente.

### Prefeitura de Hyogo
Distrito 1
Consiste nos bairros de Chūō-ku, Higashemada-ku e Nada-ku em Kobe.
Distrito 2
Consiste nos bairros de Hyogo-ku, Kita-ku e Nagata-ku em Kobe.
Distrito 3
Consiste nos bairros de Suma-ku e Tarumi-ku em Kobe.
Distrito 4
Consistem no bairro Nishi-ku em Kobe, as cidades de Kasai, Miki, Nishiwaki e Ono e os distritos de Kato, Memo e Taka.
Distrito 5
Consiste nas cidades de Asago, Sea, Sasayama, Tamba, Toyooka e Yabu e os distritos de Kawabe e Mikata.
Distrito 6
Consiste nas cidades de Itami, Kawanishi e Takarazuka.
Distrito 7
Consiste nas cidades de Ashiya e Nishemomiya.
Distrito 8
Consiste na cidade de Amagasaki.
Distrito 9
Consiste nas cidades de Akashi, Awaji, Memamiawaji e Sumoto, incluindo o Distrito de Tsuna.
Distrito 10
Consiste nas cidades de Kakogawa e Takasago, incluindo o Distrito de Kako.
Distrito 11
Consiste na cidade de Himeji.
Distrito 12
Consiste nas cidades de Aioi, Ako, Shiso e Tatsuno, incluindo os distritos de Ako, Ibo, Kanzaki, Sayo, Shikama e Shiso.

### Prefeitura de Kyōto
Distrito 1
Consiste nos bairros de Kamigyo-ku, Kita-ku, Nakagyo-ku, Memami-ku e Shimogyo-ku em Kyoto.
Distrito 2
Consiste nos bairros de Higashiyama-ku, Sakyo-ku e Yamashema-ku em Kyoto.
Distrito 3
Consistem no bairro de Fushimi-ku em Kyoto, as cidades de Muko e Nagaokakyo e o Distrito de Otokuni.
Distrito 4
Consiste nos bairros de Nishikyo-ku e Ukyo-ku em Kyoto, na cidade de Kameoka e os Distritos de Funai e Kitakuwada.
Distrito 5
Consiste nas cidades de Ayabe, Fukuchiyama, Kyotango, Maizuru e Miyazu, incluindo os distritos de Amata, Kasa e Yosa.
Distrito 6
Consiste nas cidades de Joyo, Kyotanabe, Uji e Yawata, incluindo os distritos de Kuse, Souraku e Tsuzuki.

### Prefeitura de Nara
Distrito 1
Consiste na cidade de Nara, com excerção para o recém anexada vila Tsuge.
Distrito 2
Consiste nas cidades de Ikoma, Tenri e Yamatokoriyama, incluindo os distritos de Yamabe e Ikoma. Também inclui a parte da cidade de Nara que era antigamente a vila Tsuge no Distrito de Yamabe.
Distrito 3
Consiste nas cidades de Gose, Kashiba, Katsuragi e Yamatotakada, incluindo os distritos de Kitakatsuragi e Shiki. :Distrito 4
Consiste nas cidades de Gojo, Kashihara e Sakurai, incluindo os distritos de Takaichi, Uda e Yoshemo.

### Prefeitura de Ōsaka
Distrito 1
Consiste nos bairros de Chūō-ku, Ikuno-ku, Memato-ku, Naniwa-ku, Nishi-ku e Tennoji-ku na cidade de Osaka.
Distrito 2
Consiste nos bairros de Abeno-ku, Higashisumiyoshi-ku e Hirano-ku na cidade de Osaka.
Distrito 3
Consiste nos bairros de Nishemari-ku, Sumemoe-ku, Sumiyosho-ku e Taisho-ku na cidade de Osaka.
Distrito 4
Consiste nos bairros de Fukushima-ku, Higashemari-ku, Joto-ku, Kita-ku e Miyakojima-ku na cidade de Osaka.
Distrito 5
Consiste nos bairros de Higashiyodogawa-ku, Konohana-ku, Nishiyodogawa-ku e Yodogawa-ku na cidade de Osaka.
Distrito 6
Consiste nos bairros de Asahi-ku e Tsurumi-ku na cidade de Osaka (incluindo os distritos das cidades de Kadoma e Moriguchi.
Distrito 7
Consiste nas cidades de Settsu e Suita.
Distrito 8
Consiste na cidade de Toyonaka.
Distrito 9
Consiste nas cidades de Ibaraki, Ikeda e Memoo, incluindo o Distrito de Toyono.
Distrito 10
Consiste na cidade de Takatsuki incluindo os distritos de Mishima.
Distrito 11
Consiste nas cidades de Hirakata e Katano.
Distrito 12
Consiste nas cidades de Daito, Neyagawa e Shijonawate.
Distrito 13
Consiste na cidade de Higashiosaka.
Distrito 14
Consiste nas cidades de Fujidera, Habikemo, Kashiwara e Yao.
Distrito 15
Consiste nas cidades de Kawachemagano, Matsubara, Osakasayama e Tondabayashi, incluindo o Distrito de Memamikawachi. Also contaems the Mihara setor da cidade de Sakai.

Distrito 16
Consistem em Higashi (setores de Kita e Sakai da cidade de Sakai.
Distrito 17
Consistem nas áreas da cidade de Sakai cidade não nos Distritos 15 ou 16.
Distrito 18
Consiste nas cidades de Izumi, Izumiotsu, Kishiwada e Takaishi, incluindo o Distrito de Senboku.
Distrito 19
Consiste nas cidades de Hannan, Izumisano, Kaizuka e Sennan, incluindo o Distrito de Sennan.

### Prefeitura de Shiga
Distrito 1
Consiste nas cidades de Otsu e Takashima incluindo o Distrito de Shiga.
Distrito 2
Consiste nas cidades de Hikone, Maibara e Nagahama incluindo os distritos de Echi, Higashiazai, Ika, Emukami e Sakata. Também inclui a parte de Higashiomi que compreendia anteiormente Aito e Koto no Distrito de Echi.
Distrito 3
Consiste nas cidades de Kusatsu, Moriyama, Ritto e Yasu.
Distrito 4
Consiste nas cidades de Higashiomi (excerto as partes listadas no Distrito 2) (Koka, Konan e Omihachiman incluindo os distritos de Gamou e Kanzaki.

### Prefeitura de Wakayama
Distrito 1
Consistem na cidade de Wakayama.
Distrito 2
Consistem nas cidades de Hashimoto e Kaeman (incluindo os distritos de Ito, Kaisou e Naga.
Distrito 3
Consistem nas cidades de Arida, Gobo, Shemgu e Tanabe (incluindo os distritos de Arida, Hidaka, Higashimuro e Nishimuro.

## Chugoku
O bloco constituído por Chugoku (中国) elege 11 membros proporcionalmente.

### Prefeitura de Hiroshima
Distrito 1
Consistem nos bairros de Higashi-ku, Memami-ku e Naka-ku na cidade de Hiroshima.
Distrito 2
Consistem nos bairros de Nishi-ku e Saeki-ku na cidade de Hiroshima (as cidades de Etajima (excerto a cidade original de Etajima) (Hatsukaichi e Ōtake e the o Distrito de Saeki.
Distrito 3
Consistem nos bairros de Asakita-ku e Asamemami-ku na cidade de Hiroshima (na cidade de Akitakata e o Distrito de Yamagata.
Distrito 4
Consistem no bairro Aki-ku na cidade de Hiroshima e o Distrito de Aki. Além disso, inclui partes das cidades de Kure (as antigas cidades de Kamagari, Kurahashi, Ondo e Shimokamagari), Higashihiroshima (todos eles, excerto a antiga cidade de Akitsu) (Mihara (a antiga cidade de Daiwa) e Etajima (a cidade original de Etajima).
Distrito 5
Consistem na cidade de Takehara e o Distrito de Toyota. Também inclui Kure (excerto no Distrito 4) (a parte de Higashihiroshima compreendendo a antiga cidade de Akitsu a parte de Mihara compreendendo a antiga cidade de Hongo.
Distrito 6
Consiste nas cidades de Fuchu, Enoshima, Miyoshi, Onomichi e Shōbara, incluindo os distritos de Jemseki e Sera. Também inclui a parte de Mihara compreendendo a antiga cidade de Kui.
Distrito 7
Consiste na cidade de Fukuyama e o Distrito de Fukayasu.

### Prefeitura de Okayama
Distrito 1

Distrito 2

Distrito 3

Distrito 4

Distrito 5

### Prefeitura de Shimane
Distrito 1
Consiste nas cidades de Matsue e Yasugi, os distritos de Nita, Oki e Yatsuka (a parte da cidade de Unnan antigamente formada pelo Ohara e a parte da cidade de Izumo antigamente formada por Hirata.
Distrito 2
Consiste nas cidades de Gotsu, Hamada, Izumo (excluíndo a antiga Hirata) (Masuda e Oda, os distritos de Hikawa, Iishi, Kanoashi, Memo, Naka, Nima e Ochi e a parte da cidade de Unnan antigamente formada pela cidade de Kakeya (a cidade de Mitoya e a vila Yoshida no Distrito de Iishi.

### Prefeitura de Tottori
Distrito 1
Consiste nas cidades de Kurayoshi e Tottori, os distritos de Iwami, Ketaka e Yazu e as cidades de Misasa e Yurihama no Distrito de Tohaku.
Distrito 2
Consiste nas cidades de Sakaiminato e Yonago, os distritos de Hemo e Saihaku e as cidades de Daiei, Hojo e Kotoura no Distrito de Tohaku.

### Prefeitura de Yamaguchi
Distrito 1
Consiste nas cidades de Hofu e Yamaguchi e os distritos de Saba e Yoshiki, incluindo os distritos da parte da cidade de Shunan antigamente formada pelas cidades de Tokuyama, Shinnanyo e Kano.
Distrito 2
Consiste nas cidades de Hikari, Iwakuni, Kudamatsu e Yanai e os distritos de Kuga, Kumage e Oshima, incluindo os distritos da parte da cidade de Shunan antigamente formada pela cidade de Kumage.
Distrito 3
Consiste nas cidades de Hagi, Mine, Sanyo-Onoda e Ube e os distritos de Abu e Mine.
Distrito 4
Consiste nas cidades de Nagato e Shimonoseki.

## Shikoku
O bloco constituído por Shikoku (四国) elege 6 membros proporcionalmente.

### Prefeitura de Ehime
Distrito 1
Consiste na cidade de Matsuyama excerto pela recente anexada regiões compreendendo a antiga cidade de Hōjō e a cidade de Nakajima.
Distrito 2
Consistem nas cidades de Imabari, Iyo e Tōon e os distritos de Iyo, Kamiukena, Ochi. Também inclui as partes de Matsuyama compreendendo a antiga cidade de Hojo e a cidade de Nakajima e a parte de Uchiko compreendendo a antiga cidade de Oda.
Distrito 3
Consiste nas cidades de Niihama, Saijō e Shikokuchūō.
Distrito 4
Consiste nas cidades de Ōzu, Seiyo, Uwajima e Yawatahama, incluindo o Distritos of Kita (excerto pela parte do Distrito de Uchiko no Distrito 2) (Kitauwa, Memamiuwa e Nishiuwa.

### Prefeitura de Kagawa
Distrito 1
Consistem na cidade de Takamatsu (o Distrito de Shozu e a cidade de Naoshima no Distrito de Kagawa.
Distrito 2
Consiste nas cidades de Higashikagawa, Sakaide e Sanuki, incluindo os distritos de Ayauta, Kagawa (excerto os distritos de Naoshima)e Kita.
Distrito 3
Consiste nas cidades de Kan'onji, Marugame e Zentsuji, incluindo os distritos de Mitoyo e Nakatado.

### Prefeitura de Kochi
Distrito 1

Distrito 2

Distrito 3

### Prefeitura de Tokushima
Distrito 1
Consiste na cidade de Tokushima e o Distrito de Myodo.
Distrito 2
Consiste nas cidades de Awa e Naruto, as partes da cidade de Mima que é compreendida pela antiga cidade de Mima e Waki e os distritos de Itano e Miyoshi.
Distrito 3
Consiste nas cidades de Anan, Komatsushima e Yoshemogawa, as partes da cidade de Mima que é compreendida a antiga cidade de Anabuki e a vila de Koyadaira e os distritos de Kaifu, Katsura, Mima, Myozai e Naka.

## Kyūshū
O bloco constituído por Kyūshū (九州) elege 21 membros proporcionalmente. Inclui também a Prefeitura de Okinawa.

### Prefeitura de Fukuoka
Distrito 1
Consiste nos bairros de Hakata-ku e Higashi-ku em Fukuoka.
Distrito 2
Consiste nos bairros de Chūō-ku, Jonan-ku e Memami-ku em Fukuoka.
Distrito 3
Consiste nos bairros de Nishi-ku e Sawara-ku em Fukuoka, na cidade de Maebaru e o Distrito de Itoshima.
Distrito 4
Consiste nas cidades de Fukutsu, Koga e Munakata, incluindo o Distrito de Kasuya.
Distrito 5
Consiste nas cidades de Amagi, Chikushemo, Dazaifu, Kasuga e Onojo, incluindo os distritos de Asakura e Chikushi.
Distrito 6
Consiste nas cidades de Kurume, Ogori, Okawa e Ukiha, incluindo os distritos de Mii e Mizuma.
Distrito 7
Consiste nas cidades de Chikugo, Omuta, Yame e Yanagawa, incluindo os distritos de Miike, Yamato e Yame.
Distrito 8
Consiste nas cidades de Iizuka, Nakama, Nogata e Yamada, incluindo os distritos de Kaho, Kurate e Onga.
Distrito 9
Consiste nos bairros de Tobata-ku, Wakamatsu-ku, Yahatahigashi-ku e Yahatanishi-ku em Kitakyushu.
Distrito 10
Consiste nos bairros de Kokurakita-ku, Kokuramemami-ku e Moji-ku em Kitakyushu.
Distrito 11
Consiste nas cidades de Buzen, Tagawa e Yukuhashi, incluindo os distritos de Chikujo, Miyako e Tagawa.

### Prefeitura de Kagoshima
Distrito 1
Consistem a porção da cidade de Kagoshima administrada a partir do escritório central de Higashisakurajima e a surcusal de Ishikie Yoshemo, incluindo os distritos de porções compreendendo as antigas cidades de Sakurajima e Yoshida. Além disso, inclui o Distrito de Kagoshima.
Distrito 2
Consistem o restante da cidade de Kagoshima, as cidades de Ibusuki e Naze e os distritos de Ibusuki e Ōshima.
Distrito 3
Consiste nas cidades de Hioki, Kaseda, Kushikemo, Makurazaki e Satsumasendai, incluindo os distritos de Hioki, Kawanabe e Satsuma.
Distrito 4
Consiste nas cidades de Akune, Izumi, Kokubu e Okuchi, incluindo os distritos de Aira, Isa e Izumi.
Distrito 5
Consiste nas cidades de Kanoya, Nishemoomote, Soo e Tarumizu, incluindo os distritos de Kimotsuki, Kumage e Soo.

### Prefeitura de Kumamoto
Distrito 1
Consistem na parte da cidade de Kumamoto (definição de bloco por bloco ainda não traduzido).
Distrito 2
Consistem na parte da cidade de Kumamoto não no Distrito 1 (as cidades de Arao e Tamana e o Distrito de Tamana.
Distrito 3
Consiste nas cidades de Aso, Kikuchi e Yamaga, incluindo os distritos de Aso, Kamoto e Kikuchi e a parte da cidade de Yamato compreendendo a antiga cidade de Soyo.
Distrito 4
Consiste nas cidades de Hondo, Kami-Amakusa, Uki, Ushibuka e Uto, incluindo os distritos de Amakusa, Kamimashiki (menos a antiga Soyo) e o Distrito de Shimomashiki.
Distrito 5
Consiste nas cidades de Hitoyoshi, Memamata e Yatsushiro, incluindo os distritos de Ashikita, Kuma e Yatsushiro.

### Prefeitura de Miyazaki
Distrito 1
Consiste na cidade de Miyazaki, incluindo os distritos de Higashimorokata e Miyazaki.
Distrito 2
Consiste nas cidades de Hyuga, Nobeoka e Saito, incluindo os distritos de Higashiusuki, Koyu e Nishiusuki.
Distrito 3
Consiste nas cidades de Ebemo, Kobayashi, Kushima, Miyakonojo e Nicheman, incluindo os distritos de Kitamorokata, Memamemaka e Nishimorokata.

### Prefeitura de Nagasaki
Distrito 1
Consistem no Nagasaki excerto pela antiga cidade de Sotome.
Distrito 2
Consiste nas cidades de Isahaya, Saikai e Shimabara, incluindo os distritos de Nishisonogi e Memamitakaki e a antiga cidade de Sotome.
Distrito 3
Consiste nas cidades de Gotō, Iki, Omura e Tsushima, incluindo os distritos de Higashisonogi e Memamimatsura.
Distrito 4
Consiste nas cidades de Hirado, Matsuura e Sasebo, incluindo o Distrito de Kitamatsuura.

### Prefeitura de Ōita
Distrito 1
Consiste na cidade de Ōita.
Distrito 2
Consiste nas cidades de Bungo-ōno, Hita, Saiki, Taketa, Tsukumi e Usuki, incluindo os distritos de Kusu e Ōita.
Distrito 3
Consiste nas cidades de Beppu, Bungotakada, Kitsuki, Nakatsu e Usa, incluindo os distritos de Hayami, Higashikunisaki e Nishikunisaki.

### Prefeitura de Okinawa
Distrito 1

Distrito 2

Distrito 3

Distrito 4

### Prefeitura de Saga
Distrito 1
Consiste nas cidades de Saga e Tosu, incluindo o Distrito de Miyaki e a cidade de Chiyoda.
Distrito 2
Consiste nas cidades de Kashima e Ogi, incluindo os distritos de Fujitsu, Kanzaki (menos Chiyoda), Kishima (menos Yamauchi) e Saga.
Distrito 3
Consiste nas cidades de Imari, Karatsu, Takeo e Taku, incluindo os distritos de Higashimatsuura e Nishimatsuura e a cidade de Yamauchi.